# Навчальний посібник
Навчальний посібник — навчальне видання, що доповнює або частково замінює підручник та офіційно затверджене як таке. Навчальний посібник є видом навчальної літератури, офіційне підтвердження доцільності їх використання у навчально-виховному процесі в дошкільних, загальноосвітніх, позашкільних, професійно-технічних навчальних закладах України реалізується через процедуру надання відповідного грифа: «Рекомендовано Міністерством освіти і науки України».
Державні санітарні норми і правила визначають навчальний посібник як навчальне видання, яке доповнює або частково замінює підручник у викладі навчального матеріалу з певного предмета, курсу, дисципліни або окремого його розділу; до навчального посібника належать курс лекцій, зошит-посібник, прописи, розвивальні ігри тощо, які застосовуються в навчально-виховному процесі.
Відповідник «навчального посібника» в англійській мові — англ. tutorial, або тьюторіал. Нині тьюторіал передбачає більш інтерактивний спосіб викладу матеріалу, часто використовується для презентації програмного забезпечення та представлений в електронному форматі в інтернеті. Зазвичай тьюторіал містить презентацію продукту, основні прийоми роботи з ним та спосіб переходу на додаткові модулі та застосунки.